# Laura l'immortelle
Laura l'immortelle est un roman initialement attribué à Marie-Pier Côté, jeune Québécoise âgée de douze ans seulement au moment de sa publication. Le livre parut aux Éditions des Intouchables le 17 janvier 2007.
Le jeune âge de l'auteur présumé valut à cet ouvrage d'être entouré d'une énorme publicité lors de son lancement en janvier 2007,. L'auteure affirma tout d'abord qu'elle avait écrit le livre en secret, entre la mi-octobre 2005 et la mi-juin 2006, tout en entretenant une correspondance avec une amie.
Le 13 mars 2007, le journal québécois La Presse publia un article répertoriant une longue liste de similitudes entre Laura l'immortelle et le film Highlander, similitudes détectées par l'éditeur du journal, Nathaëlle Morissette.
Un Français du nom de Frédéric Jeorge, après avoir examiné un exemplaire du livre, constata qu'environ 99 % de l’ouvrage était une copie du livre De cendre et de vent, une fanfiction de Highlander écrite par Jeorge lui-même, et disponible sur Internet aux alentours de 2001 et 2002. Marie-Pier Côté finit par admettre, plus tard, qu'elle avait alors effectivement plagié la fanfiction, pour faire ensuite passer cet ouvrage pour une œuvre de son propre cru,.
Jeorge reçut finalement 4 500 dollars canadiens à titre de compensation de la part de l'éditeur québécois. Michel Brûlé, directeur de la maison d'édition, fit savoir par ailleurs que la famille Côté aurait elle aussi à payer 24 469,32 $ à titre de compensation vis-à-vis de l'éditeur. Environ 5 000 exemplaires de Laura l'immortelle avaient en effet été imprimés par ce dernier,.